# Beloslav
Beloslav (în bulgară Белослав) este un oraș în partea de est a Bulgariei. Aparține de  Obștina Beloslav, Regiunea Varna.

## Demografie
Componența etnică a orașului Beloslav
     Bulgari (83,62%)
     Nicio identificare (11,05%)
     Turci (1,42%)
     Romi (0,7%)
     Altele (3,18%)
La recensământul din 2011, populația orașului Beloslav era de 7.813 locuitori. Din punct de vedere etnic, majoritatea locuitorilor (83,62%) erau bulgari, cu o minoritate de turci (1,42%). Pentru 11,05% din locuitori nu este cunoscută apartenența etnică.